# Adrià Alfonso
Adrià Alfonso Medero (* 11. Juli 2002) ist ein spanischer Leichtathlet, der sich auf den Sprint spezialisiert hat.

## Sportliche Laufbahn
Erste internationale Erfahrungen sammelte Adrià Alfonso bei den World Athletics Relays 2025 in Guangzhou, bei denen er sowohl in der Mixed-Staffel als auch in der Männerstaffel über 4-mal 100 Meter zum Einsatz kam. Ende Juni wurde er bei der 1. Liga der Team-Europameisterschaft in Madrid in 20,57 s Fünfter im A-Lauf über 200 Meter und gelangte mit der 4-mal-100-Meter-Staffel mit 38,57 s auf den fünften Platz. Anschließend gewann er bei den World University Games in Bochum in 20,70 s die Silbermedaille im 200-Meter-Lauf hinter dem Südafrikaner Bayanda Walaza.
2023 wurde Alfonso spanischer Meister in der 4-mal-100-Meter-Staffel. Zudem wurde er von 2023 bis 2025 Hallenmeister im 200-Meter-Lauf.

## Persönliche Bestleistungen
- 200 Meter: 20,57 s (+1,8 m/s), 29. Juni 2025 in Madrid
  - 200 Meter (Halle): 20,65 s, 23. Februar 2025 in Madrid (spanischer Rekord)